# Krasnoturyinsk
Krasnoturyinsk (del ruso: Краснотурьинск) es un pueblo del Óblast de Sverdlovsk, Rusia, ubicado en el río Turyá (cuenca del Obi), a 348 km al norte de Ekaterimburgo. 

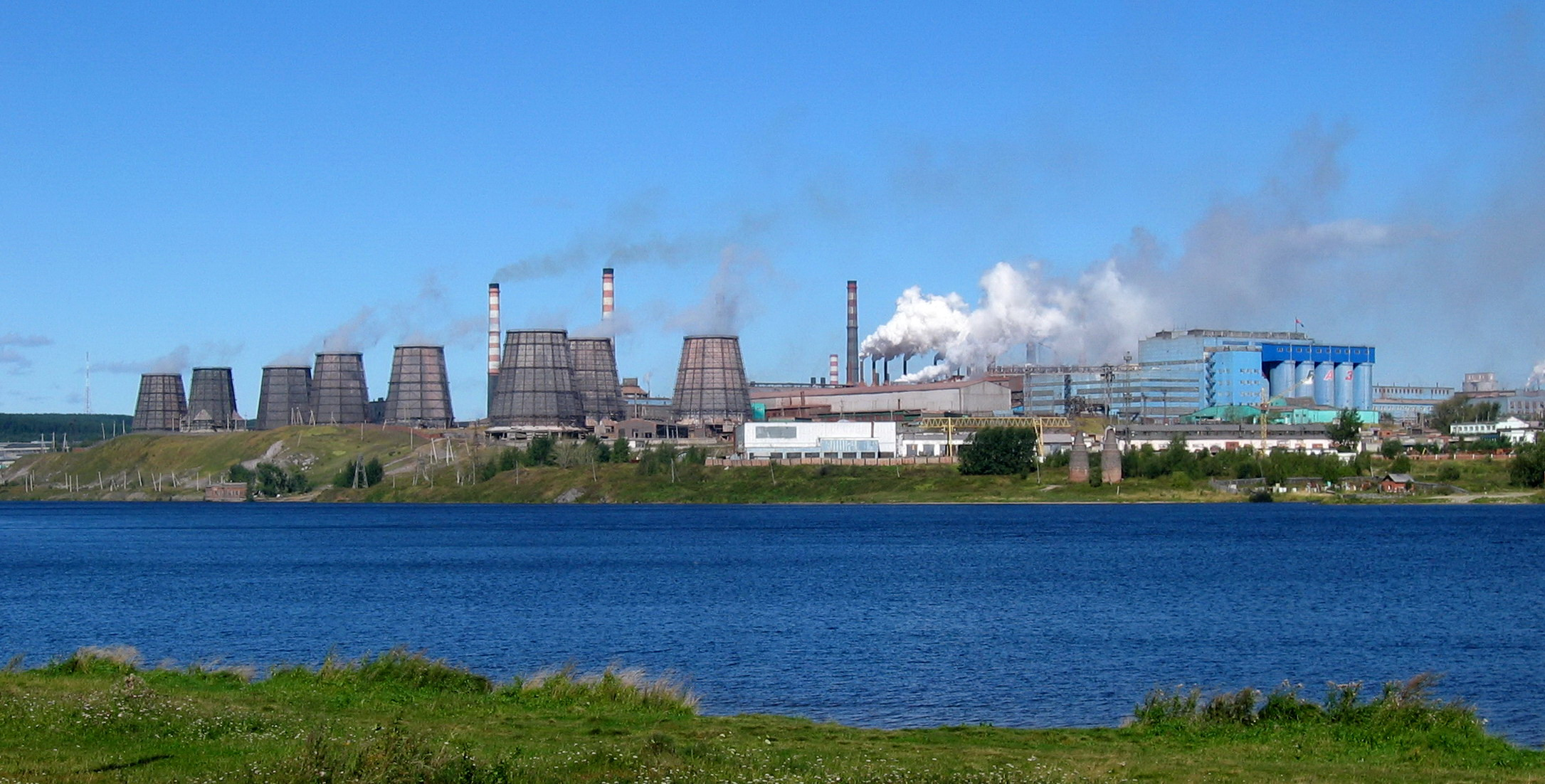
Planta de aluminio en Krasnoturyinsk

## Población
| Censo 1989 | Censo 2002 | Censo 2010 |
| ---------- | ---------- | ---------- |
| 67.324     | 64.878     | 59.701     |

Fue una de los campamentos mineros establecidos en 1758 en el río Turyá. En ese tiempo, era conocido como Turyínskiye Rudnikí (Турьинские Рудники). Más tarde fue conocido como Turyinski (Турьинский). Se le concedió el estatus de pueblo y se renombró Krasnoturyinsk en 1944.
El Mayak juega en la más alta división de la liga rusa de bandy.
- Datos: Q155767
- Multimedia: Krasnoturyinsk / Q155767